# Al-Quds-Moschee Hamburg
Die al-Quds-Moschee Hamburg (dt. „Jerusalem-Moschee“, von arab. „al-Quds“ für „Die Heilige (Stadt)“) oder Masjid Taiba war eine 1993 am Steindamm Nummer 103 eröffnete Moschee im Hamburger Stadtteil St. Georg in der Nähe des Hauptbahnhofs. Sie wurde nach den Terroranschlägen vom 11. September 2001 international als Treffpunkt mehrerer der Attentäter bekannt. Die Moschee wurde im August 2010 von den Hamburger Sicherheitsbehörden geschlossen, nachdem erneut dschihadistische Aktivitäten bekannt geworden waren.

## Geschichte
Die Moschee wurde 1993 eröffnet und war zunächst arabisch geprägt. Träger war zu jener Zeit der Arabische Kulturverein e.V., der ab 2009 als Arabisch Deutscher Kulturverein e.V. bezeichnet wurde, gleichzeitig wurde die Moschee in Masjid Taiba umbenannt. Die Moschee selbst sowie ihre Stammbesucher blieben jedoch die gleichen, auch wurde die Moschee weiterhin von vielen als Quds-Moschee bezeichnet.

## Geistliche Leitung und Kontroversen
Erster Imam der al-Quds-Moschee war Salah Anouar. Gast-Imam war ab 1998 bis Anfang der 2000er Jahre Mohammed Fazazi. Während dieser Zeit wirkte Fazazi, der zeitweilig in Hannover lebte und von dort mit dem ICE zu Predigtzwecken nach Hamburg fuhr, nicht nur in Deutschland, sondern hatte darüber hinaus Gastauftritte in vielen weiteren Moscheen Europas, bis er im Oktober 2001 Deutschland verließ. Nach der Amtsniederlegung des letzten Imams, Scheich Adam, hatte die Moschee fortan keinen geistlichen Leiter mehr. Zuletzt leitete Mamoun Darkazanli das Freitagsgebet – ein Deutsch-Syrer, der wegen der Madrider Zuganschläge nach Spanien ausgeliefert werden sollte, eine Auslieferung jedoch durch eine Verfassungsbeschwerde abwenden konnte. Die Freitagspredigt wurde auf Arabisch gehalten und anschließend auf Deutsch übersetzt.
Die Hamburger Moschee wurde nach den Terroranschlägen vom 11. September 2001 vor allem deshalb bekannt, weil drei der vier Selbstmordpiloten sie regelmäßig besucht hatten. Darüber hinaus hatten sie engen Kontakt mit Fazazi und wurden von einigen Zeugen als dessen Musterschüler bezeichnet. Zwei in der Hamburger Moschee im Jahr 2000 heimlich aufgenommene Hasspredigten wurden von Romuald Karmakar zu dem Film „Hamburger Lektionen“ verarbeitet.

## Räumlichkeiten

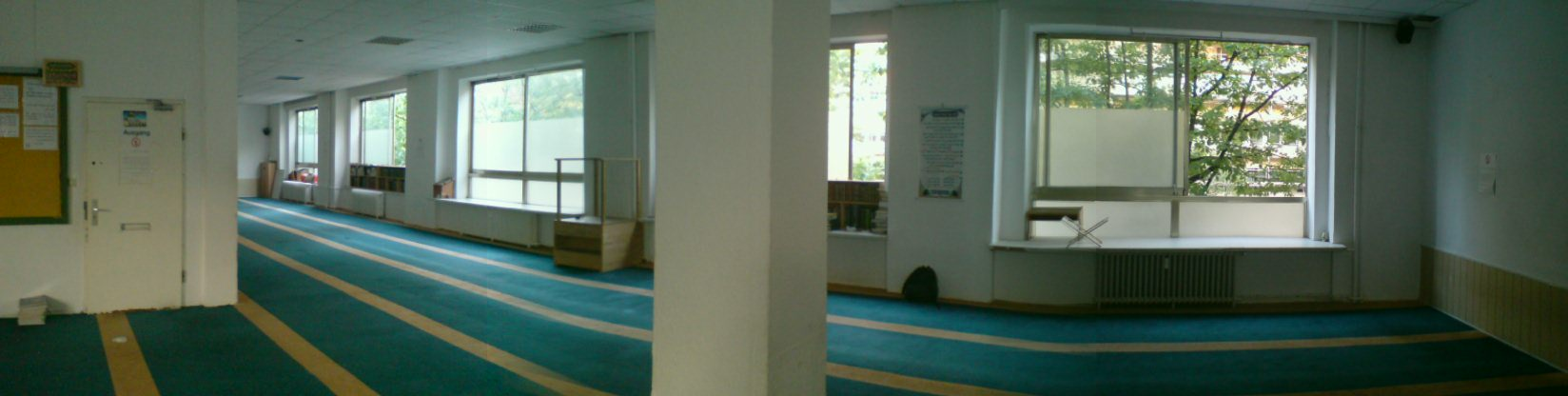
Panorama-Innenansicht der Quds-Moschee 2009

Das Erdgeschoss der Moschee enthielt einen Eingangsbereich mit Treppe. Die Gebetsräume für Männer und Frauen sowie das Büro befanden sich im 1. Stock. Waschräume und Toiletten für Männer fanden sich im Untergeschoss, im 2. Stock waren ein Restaurant, ein kleiner Lebensmittelladen mit angrenzender Bibliothek, ein Internetcafé sowie ein Friseur untergebracht, die allerdings nur für Mitglieder verfügbar waren.

## Schließung und Verbot
Am 9. August 2010 wurden die Räumlichkeiten der Moschee auf Betreiben des damaligen Hamburger Innensenators Christoph Ahlhaus von der Polizei durchsucht und das Gebetshaus wurde endgültig geschlossen, da es einen „Hauptanziehungspunkt für die dschihadistische Szene“ darstelle, so Ahlhaus. Der Trägerverein wurde verboten und das Vereinsvermögen beschlagnahmt. Auch Privatwohnungen der Vorstandsmitglieder wurden durchsucht.
Die Moschee hatte seit geraumer Zeit mit finanziellen Problemen zu kämpfen und stand aufgrund von beträchtlichen Mietrückständen bereits kurz vor der Schließung.